# 呉衡根
呉 衡根（オ・ヒョングン、朝鮮語: 오형근/吳衡根、1903年10月4日 - 没年不詳）は、日本統治時代の朝鮮の教員、大韓民国の政治家。甕津郡郡守、加平郡郡守、長湍郡郡守、第3代韓国国会議員を歴任した。
キリスト教徒。

## 経歴
平安北道宣川郡出身。定州五山中学校、南京東明学院、日本大学法科卒。中学校教員を10数年間務め、新義州電気会社でも勤務した。宣川警察署保安係長を務めた時に越南し、加平郡で勤務した後、甕津郡守、加平郡守、長湍郡守を務めた。1954年の第3代総選挙では洪翼杓を抑えて当選し、自由党所属の国会議員を1期務めた。